# Uçankuş, Bitlis
Uçankuş là một xã thuộc thành phố Bitlis, tỉnh Bitlis, Thổ Nhĩ Kỳ. Dân số thời điểm năm 2011 là 22 người.